# Tempel von el-Tod

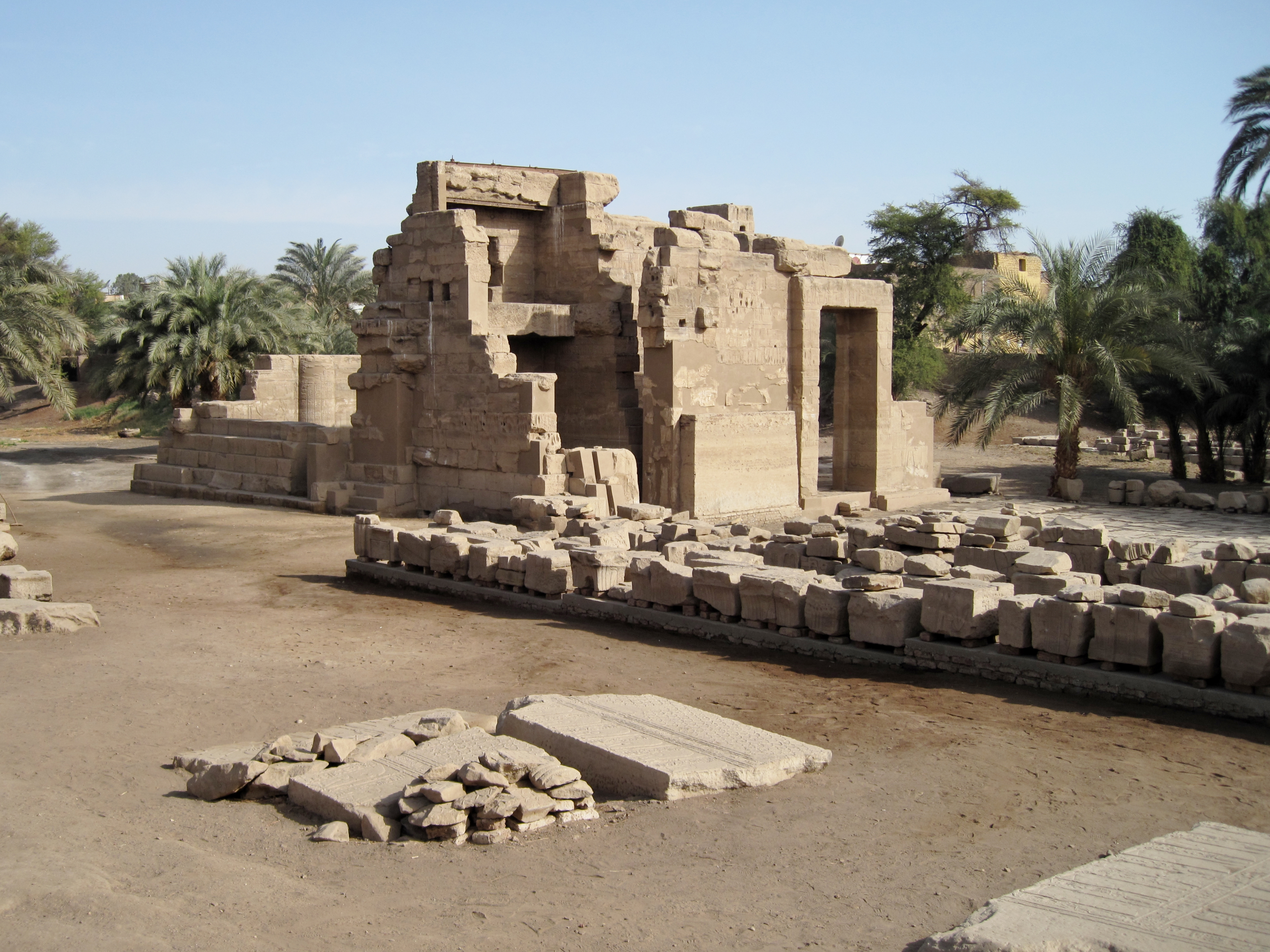
Südseite des Month-Tempels von el-Tod

Der Tempel von el-Tod ist ein ehemaliger, dem falkenköpfigen Kriegsgott Month geweihter altägyptischer Tempel in der zwanzig Kilometer südwestlich von Luxor gelegenen Stadt el-Tod (auch el-Tôd; arabisch طود, DMG aṭ-Ṭūd). In vorptolemäischer Zeit hieß die Stadt Ḏrty (Djerti), was „Stadt des Falken“ bedeutet, und befand sich im 4. oberägyptischen Gau. Bei den Griechen hieß el-Tod Touphion und unter der Herrschaft des Römischen Reiches Tuphium. Der Tempelbereich von el-Tod befindet sich etwa zwei Kilometer südlich des Nils und besaß eine Kaianlage, die bei den jährlichen Hochwassern des Flusses in der Vergangenheit genutzt werden konnte. An der gegenüberliegenden Flussseite liegt die Stadt Armant (Erment), das Hermonthis des Altertums.

## Geschichte

### Tempelgeschichte
| \| Tempel von el-Tod \| |
| Lage in Ägypten         |
| Tempel von el-Tod       |

Einen ersten Hinweis auf die Bautätigkeit in el-Tod gibt ein Granitpfeiler mit der Hieroglyphenkartusche des Userkaf, eines Königs (Pharao) der 5. Dynastie im Alten Reich. Aus der Zeit des Mittleren Reiches wurden Blöcke der Könige Mentuhotep II. Neb-hapet-Re und Mentuhotep III. Se-anch-ka-Re aus der 11. Dynastie gefunden. Die Vorgängerbauten wurden in der 12. Dynastie von König Sesostris I. Cheper-ka-Re durch einen steinernen Tempelneubau ersetzt. Von ihm sind noch eine Wand mit einer Widmungsinschrift des Königs und die 19,35 × 26,20 Meter große Fläche aus Fundamentplatten erhalten. Unter dem Nachfolger Sesostris’ I., Amenemhet II. Nebu-kau-Re, kam es nur zu ein paar Ergänzungen am Bauwerk, aus dessen Regierungszeit stammen jedoch vier im Tempelfundament gefundene Kupferkästchen mit Wertgegenständen aus Vorderasien und dem Raum der Ägäis.

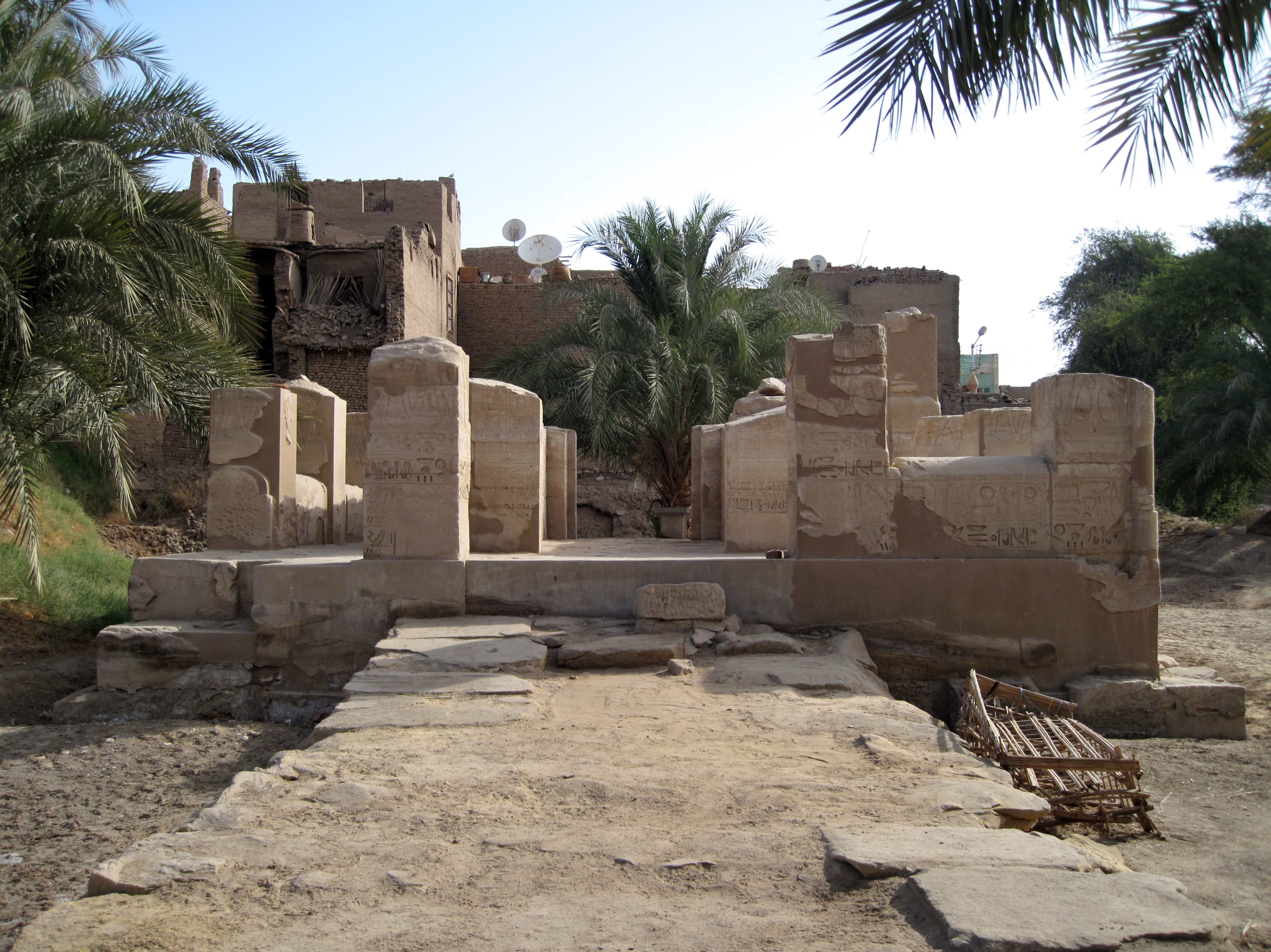
Barkenstation Thutmosis’ III.

In der Zeit des Neuen Reiches ließ Thutmosis III. nördlich der vom Tempel zum Nilufer führenden Prozessionsstraße eine Barkenstation errichten. Sie wurde durch seine Nachfolger Amenophis II., Sethos I., Amenmesse, Ramses III. und Ramses IV. in unregelmäßigen Abständen instand gesetzt. Viele Steinblöcke des Bauwerks wurden später bei der Errichtung der Kirche von Deir Anba Ibschai verwendet. Außerhalb des heute freigelegten Geländes wird unter einer Moschee ein größerer Tempelbau Thutmosis’ III. vermutet.

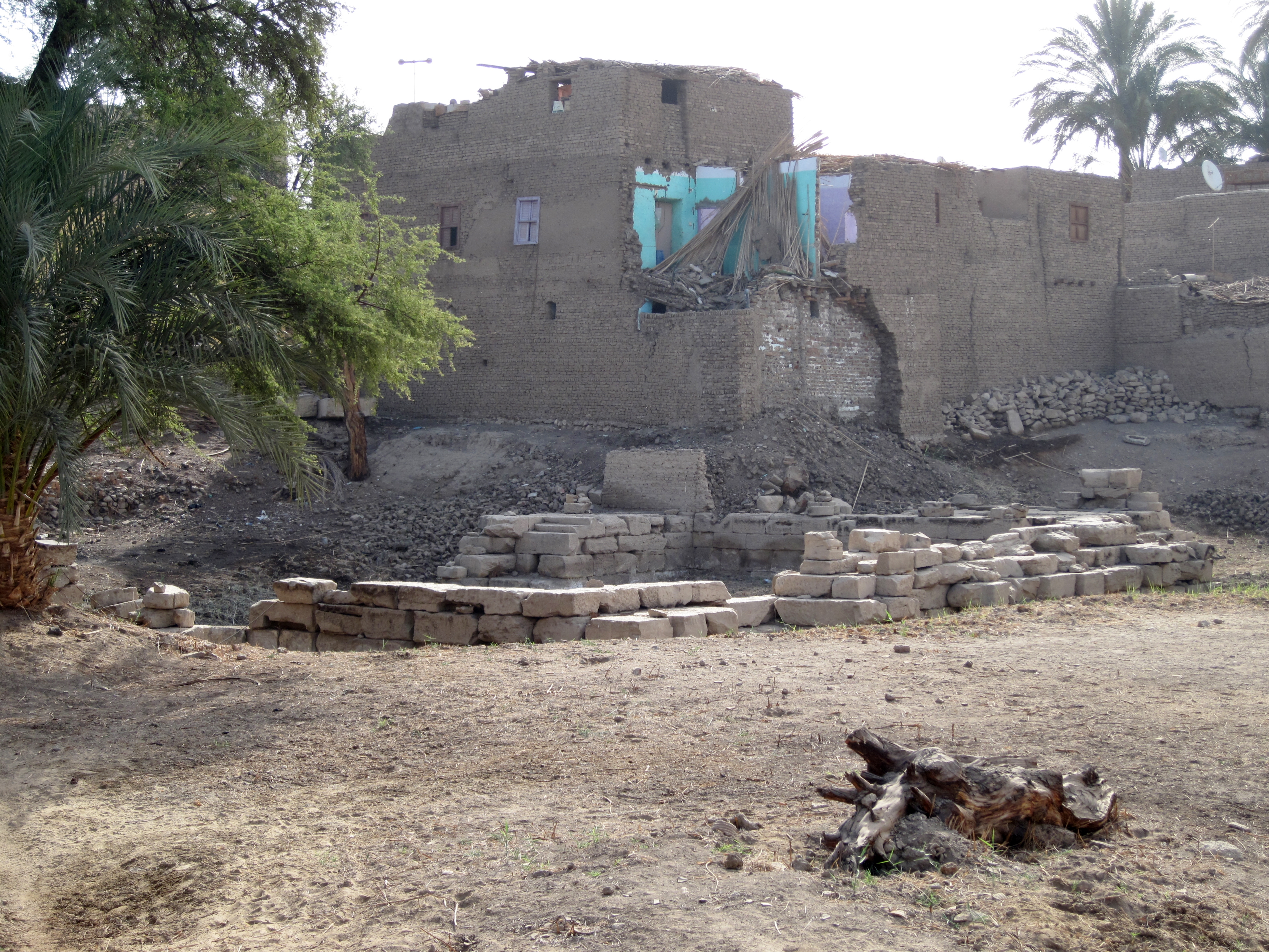
Mauern des heiligen Sees

Zur Zeit der Ptolemäer wurde der Month-Tempel erweitert. An der Rampe der mit dem Tempel verbundenen Kaianlage fand man an der inneren Basis zweier Miniaturpylonen Signaturen des Königs Ptolemaios IV. Philopator. Dem Haupttempel des Sesostris I. wurden unter Einbeziehung der alten Fassadenmauer in der Zeit des Ptolemaios VIII. Euergetes II. ein Hypostyl und ein Pronaos vorgesetzt, sowie der Außenbereich um einen heiligen See erweitert. Die Ausschmückung des Tempels mit weiteren Reliefs erfolgte durch Ptolemaios X. Alexander I., Ptolemaios XII. Neos Dionysos Auletes und Kleopatra VII. Philopator bis in die römische Zeit unter Kaiser Antoninus Pius. Im Süden des ptolemäischen Tempels, nahe dem heiligen See, entstand unter den Römern ein kioskartiges Heiligtum, von dem noch einzelne Säulenbasen und Steinblöcke erhalten sind.

### Forschungsgeschichte
Anfang des 19. Jahrhunderts besuchte Jean-François Champollion als erster europäischer Forscher die Tempelanlage von el-Tod. Doch erst 1934 begannen systematische Ausgrabungen. Unter der Schirmherrschaft des Institut français d’archéologie orientale (IFAO) und des Louvre legte der französische Ägyptologe Fernand Bisson de la Roque die beiden ptolemäischen Hallen frei, die Säulenhalle des Pronaos und die Krypta.

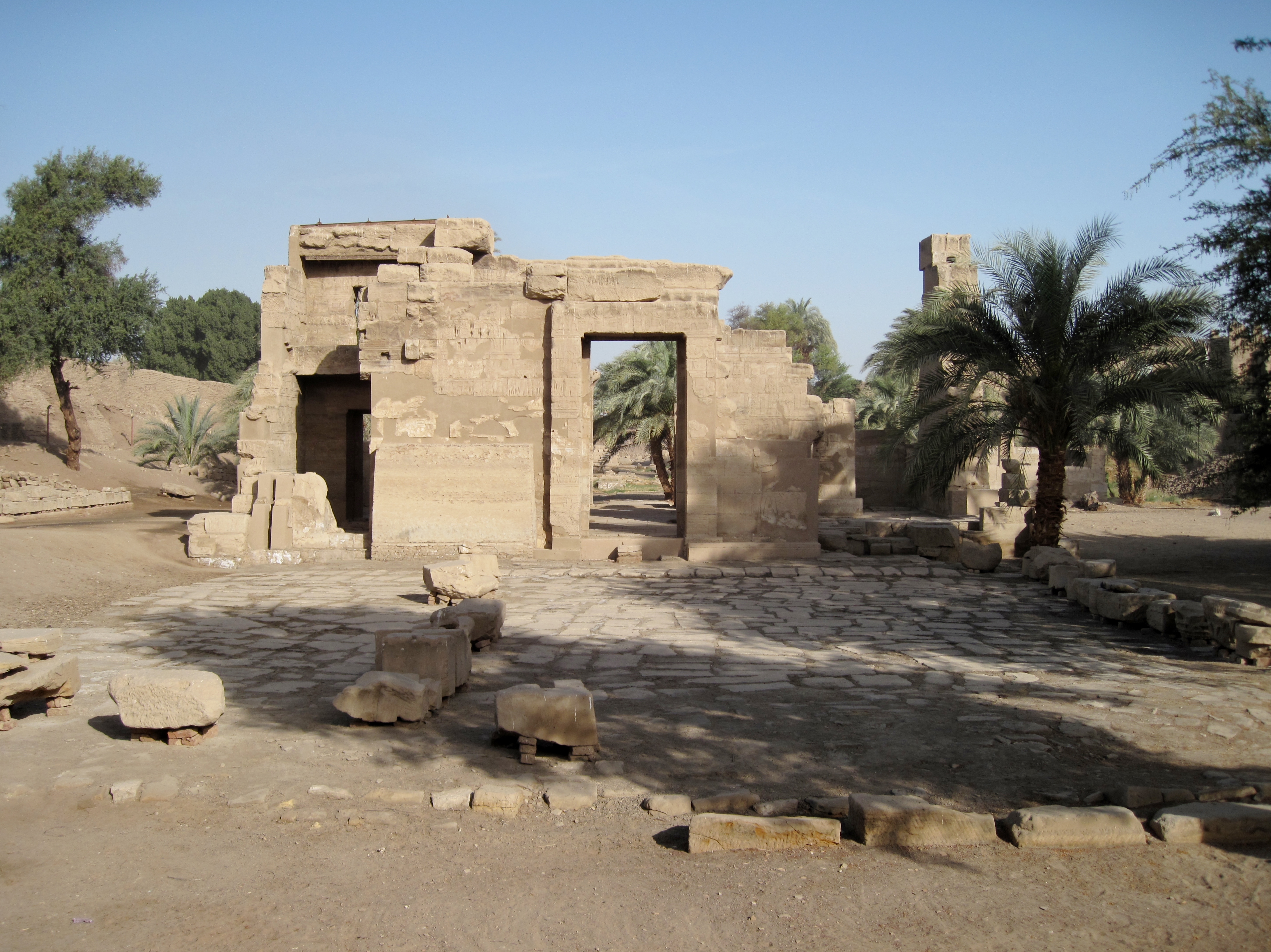
Steinfundament der Südostseite

Am 8. Februar 1936 stießen die Ausgräber im Steinfundament der Südostecke des Tempels, unter einem Depot von bronzenen Osirisfiguren aus der 26. Dynastie, auf vier mit Kupfer überzogene Kästchen. Sie waren mit der Kartusche des Königs Amenemhet II. versehen und enthielten Gold- und Silberbarren, Schmuckstücke, Ketten, Silbergefäße sowie bearbeiteten und rohen Lapislazuli. Die Fundobjekte waren nach Materialgattung getrennt in den Kästen gelagert. Die über 150 platzsparend gefalteten Silbergefäße, für die Parallelen aus Ägypten gänzlich fehlen, wurden von verschiedenen Forschern sowohl der minoischen wie auch der mykenischen Kultur zugeordnet, auch eine Herkunft aus Kleinasien, Zypern oder Syrien wurde vermutet.

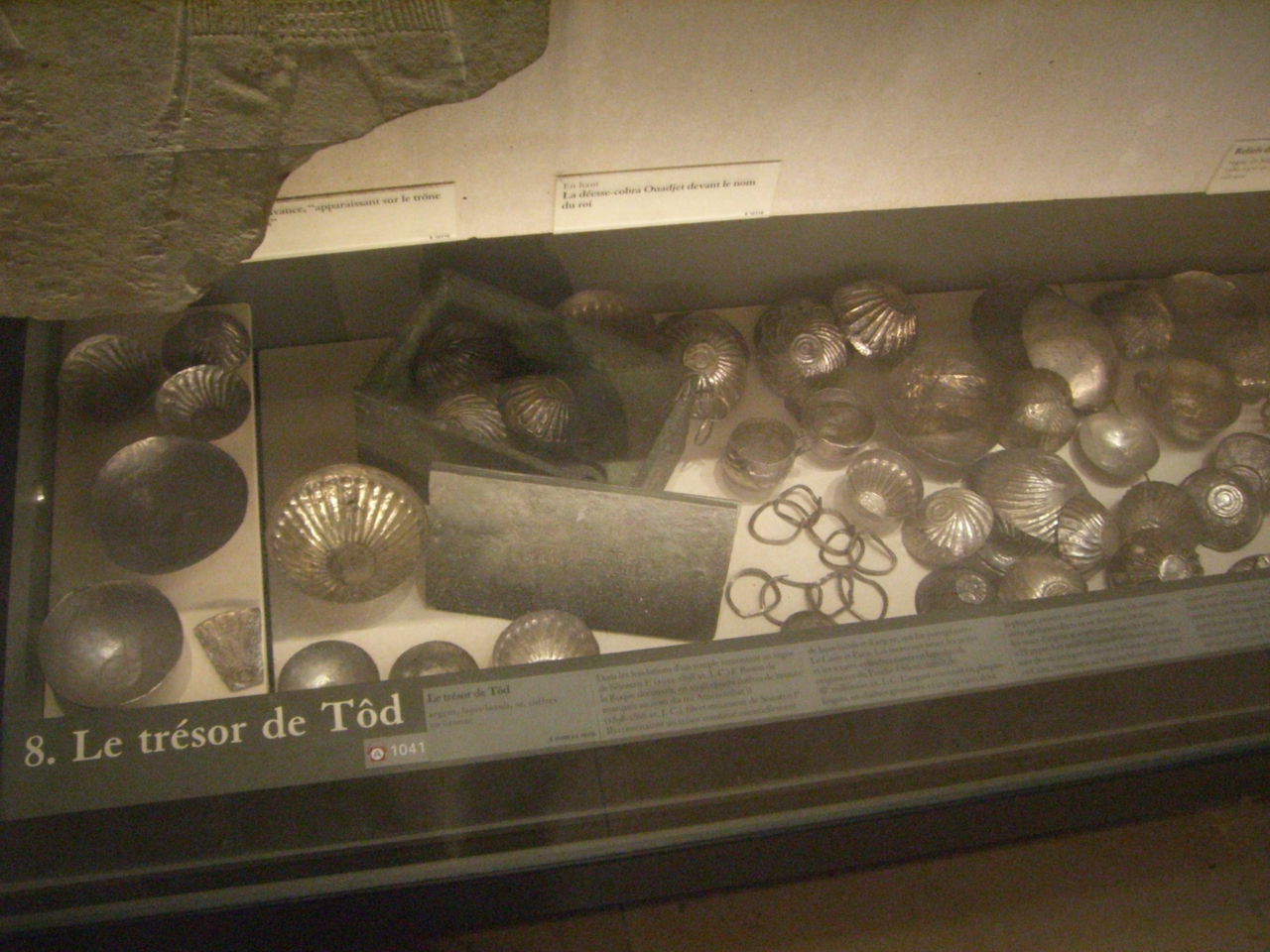
Fundstücke aus el-Tod (Louvre)

Die durch die Beschriftung erfolgte Zuordnung zu Amenemhet II. führte zur Annahme einer möglichen Verbindung zu einer Tempelstiftung, die in der in Memphis gefundenen Rahina-Inschrift erwähnt ist. In ihr ist unter anderem von einer Handelsexpedition die Rede, die mit 1675,5 dbn Silber (22,79 kg) aus ḫnty-š (dem Libanon) zurückkehrte, das an diverse Tempel Ägyptens gestiftet wurde. Der Befund von el-Tod fügt sich damit gut in die historische Überlieferung ein, auch wenn eine direkte Zuordnung des Tempelfundes von el-Tod zur Expedition in die Levante nicht bewiesen werden kann.
Parallelen in Bezug auf die Gefäßformen und Dekorelemente der Silbergefäße wurden zur kretischen Altpalastzeit (MM I B und MM II), als auch zur spätmittelhelladischen oder frühmykenischen Kultur gezogen. Naturwissenschaftliche Untersuchungen lokalisierten das wahrscheinlichste Herkunftsgebiet des Rohmaterials in Kleinasien. Auch eine Verbindung von syrischer Metallarbeit mit ägäischen Formen fand Eingang in die verschiedenen Herkunftsthesen. Nicht unwahrscheinlich ist ein regionsübergreifendes Formenspektrum, aus dem Metallhandwerker von der Ägäis über Anatolien bis nach Syrien schöpften. Der Fund wurde zwischen dem Louvre und dem Ägyptischen Museum in Kairo aufgeteilt.
Die Ausgrabungen unter Bisson de la Roque dauerten mit einer Unterbrechung während des Zweiten Weltkriegs bis 1950. Im Jahr 1979 unterstützte der Louvre weitere Grabungen unter der Leitung von Christiane Desroches Noblecourt. Diese wurden von Bernadette Letellier und Geneviève Pierrat-Bonnefois bis 1991 fortgesetzt.

## Beschreibung

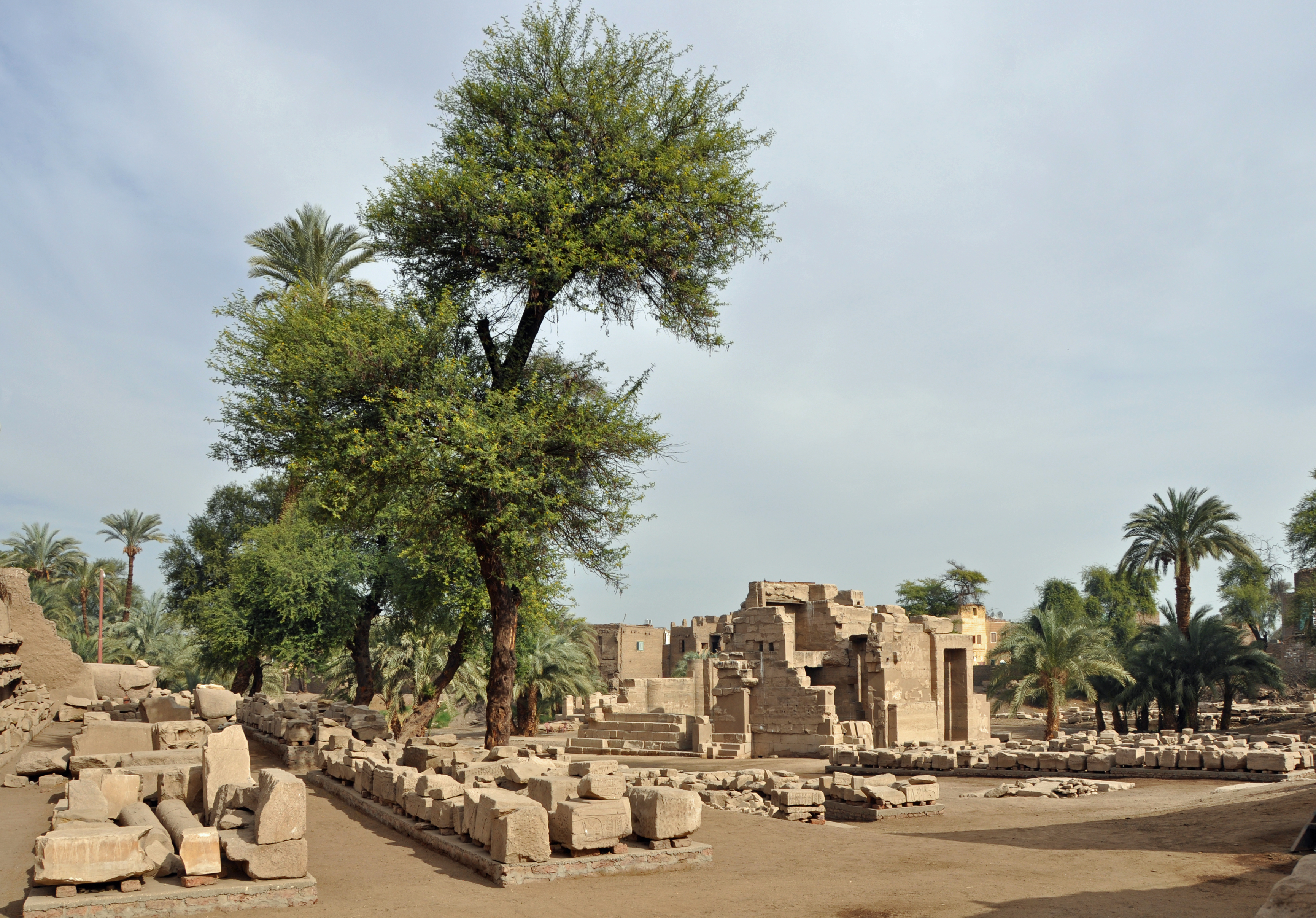
Gelagerte Bauteile vor dem Tempel

Das Ausgrabungsgelände von el-Tod ist etwa 225 Meter lang und im südöstlichen Abschnitt 80 Meter breit. In Richtung der ehemaligen Kaianlage im Nordwesten verengt sich das Gelände auf etwa 50 Meter Breite. Der Eingang zur Grabungsstätte befindet sich im Südwesten. Von dort erreicht man zunächst die Rückseite des Tempels, die hinter dem ptolemäischen Bau befindlichen Fundamentplatten des Mittleren Reiches. Westlich davon wie auch im Eingangsbereich sind durch die Ausgrabungen geborgene Bauteile des ehemaligen Tempels ebenerdig gelagert. Sie sind mit Reliefs und Hieroglyphen versehen. An eine Verwendung zur Wiederherstellung der Tempelanlage ist bisher nicht gedacht.

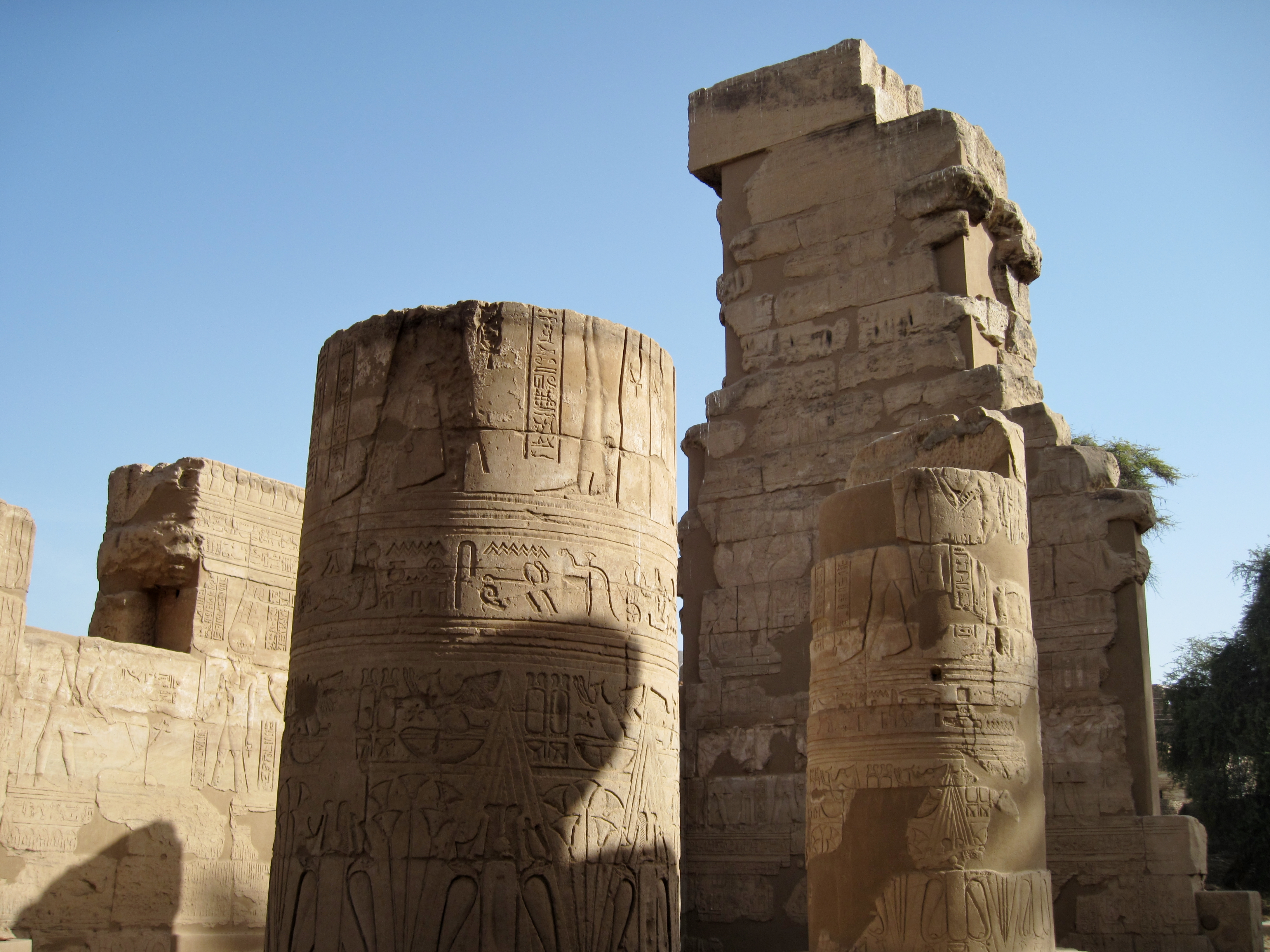
Nordöstliche Säulenreste im Hypostyl

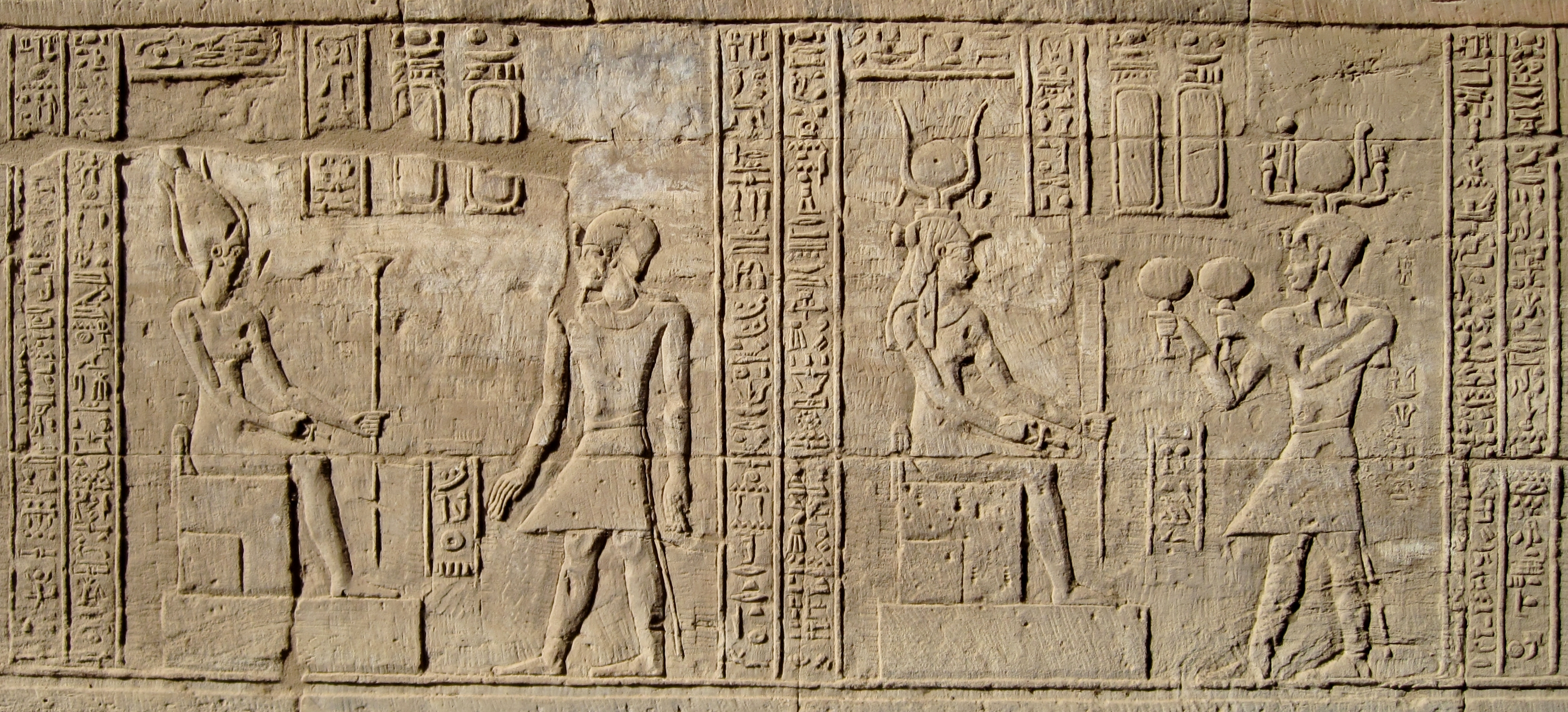
Ptolemäisches Tempelrelief

Vom Tempel, in dem neben dem Gott Month dessen Gemahlin Iunit verehrt wurde, steht heute nur noch der ptolemäische Vorbau. Das Hypostyl war mit vier Säulen ausgestattet, deren untere Teile noch in ihrer ursprünglichen Position vorhanden sind, und weist wie auch der Pronaos reiche Verzierungen auf. Die Rückwand des ptolemäischen Vorbaus bildete die Außenwand des Tempels des Mittleren Reiches aus der 12. Dynastie. Sie ist dessen einzig verbliebener aufrecht stehender Gebäudeteil mit einer historisch wichtigen Inschrift Sesostris’ I. Dahinter erstreckte sich der nach den Fundamentplatten 19,35 Meter breite und 26,20 Meter lange unter Sesostris I. erbaute Tempel, der etwa doppelt so groß war, als sein Vorgängerbau aus der 11. Dynastie.
Der Tempel des Sesostris I. bestand aus einem T-förmigen Hof mit zwei Pfeilern, die eine Achsenweite von fünf Metern aufwiesen, diesen seitlich flankierenden Innenräumen mit äußeren Fassadentüren und dem eigentlichen Tempelbau mit einem 6,50 × 7,80 Meter großen Sanktuar, vermutliche einem Barkenschrein. Dieser war nach vorn und hinten offen und an drei Seiten von je drei Kapellen umgeben. Da diese Gebäudeteile nicht mehr existieren, nur aus der Fundamentierung auf sie geschlossen werden kann, ist die Inschrift an der erhaltenen vorderen Außenwand der einzige Hinweis auf den Bauherren des Tempels. Die Inschrift lautet nach einer Übersetzung von Wolfgang Helck:

„………. (25) …. Landen seiner Majestät an diesem Ort, Erscheinen bei der Hw.t – nTr, Kultrituale vollziehen, Weihrauch verbrennen, Ruhen im Inneren, Weihen von wDh–Opfertischen aus Silber, Gold, Kupfer, Bronze, Quarzit, aus Lapislazuli, Türkis, (26) aus allen festen Edelsteinen sehr vollkommen, sehr zahlreich mehr als alles, was in diesem Lande war seit früherer (Zeit) gesehen wurde in Form von Tributen der Fremdlandbewohner (und) Mineralprospektoren, die die Länder durchstreiften. Meine Majestät sprach:
„Ich bin gekommen, um diesen Ort zu sehen, diesen pA–pr, der vor der xm–Kapelle des Gottes, Herrn (27) der Götter, liegt, indem er verfällt, um Anhöhen im wasser zu sein. Alle seine a.t –Kammern sind mit Schutt gefüllt, Erdhügel sind in seiner jmn.t – Kammer durch die Zerstörung, die dort geschah, seine Dfy sind verdreckt, seine Seen sind ihm verstopft mit seinen Brunnen, ein Sumpf entsteht am Eingang seines Sees, (28) in dem er seine Hügel und seine Ufer erreicht. Diese Hw.t [n–nTr] war mit Sbj.t–Pflanzen bewachsen, die heilige s.t, niemand kannte sie mehr. Das, was ich dort sah, war unverständlich. Alle ihre Mauern waren in der Flamme des Feuers [ … ] ihre wab – Priester (29) hatten die Anbetung vergessen …““

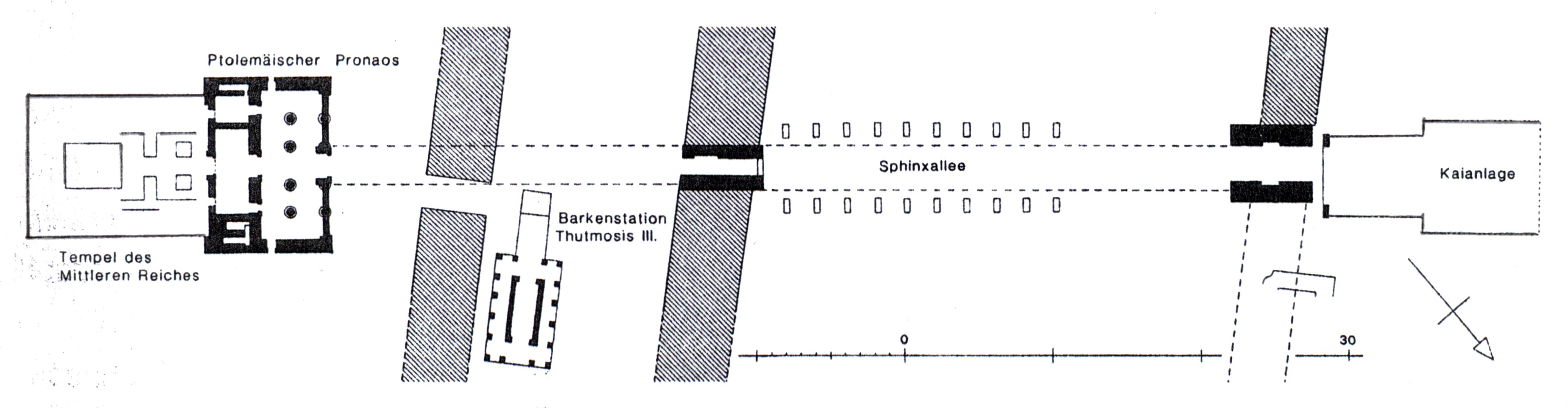
Plan des Month-Tempels von el-Tod

Vom ptolemäischen Tempeleingang des Hypostyls bis zur ehemaligen Kaianlage sind es etwa 130 Meter. Ein gepflasterter Weg verband den Tempel mit dem Nilufer. An ihm waren unter Ptolemaios IV. Philopator (I.) seitlich auf eine Länge von 30 Metern Sphingen aufgestellt, die heute gänzlich fehlen. Etwa 25 Meter nördlich des ptolemäischen Hypostyls, rechtsseitig des Weges zur Kaianlage, befand sich die Barkenstation des Thutmosis III. aus der Zeit des Neuen Reiches, der 18. Dynastie. Von ihr sind einige Mauer- und Pfeilerreste erhalten, die restauriert und wieder aufgestellt wurden. Die Barkenstation hat einen rechteckigen Grundriss mit 16 Außenpfeilern. Zum Hauptweg führt ein ebenfalls gepflasterter Weg.

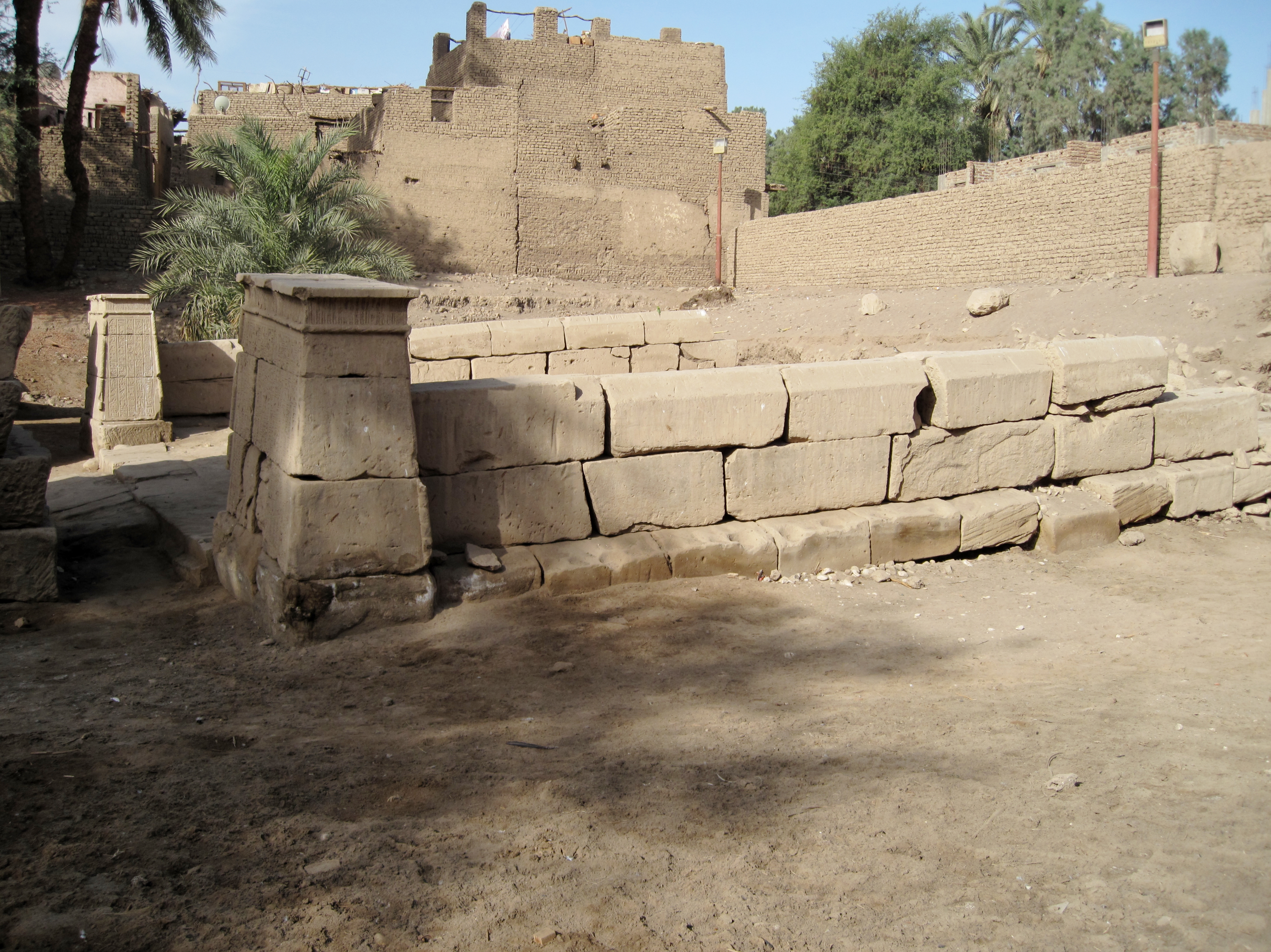
Ehemalige Kaianlage

Die ebenfalls unter Ptolemaios IV. Philopator (I.) errichtete ehemalige Kaianlage erreicht man durch einen leicht versetzt davor stehenden Bau. Dieser verfügt in der Höhe nur noch über maximal acht Steinlagen von Großsteinquadern. In Verlängerung des Pflasterweges vom Tempelbau besitzt er mittig einen Durchgang. Dahinter schließt sich die eigentliche Kaianlage an, deren zum Tempel gerichtete Seite beidseitig durch eine kleine, pylonförmige Einfassung flankiert ist, die Hieroglyphenbeschriftung trägt. An sie schließt sich eine niedrige Mauer aus zwei Steinlagen an.
Das gesamte ehemalige Tempelareal liegt auf einem niedrigeren Niveau als das umgebende Stadtgebiet. Zur Kaianlage führt deshalb heute auch kein Flusswasser heran. Auf einem Erdwall hinter der ehemaligen Anlegestelle befindet sich eine Lehmziegelmauer, die neben Gebäuden den größten Teil des Tempelgebietes von den Straßen der Stadt abgrenzt.